# Wybory parlamentarne na Litwie w 2000 roku
Wybory parlamentarne na Litwie w 2000 roku odbyły się w dwóch turach: 8 i 22 października 2000.
70 mandatów rozdzielono w okręgu większościowym z list krajowych między ugrupowania, które przekroczyły wynoszący 5% próg wyborczy, 71 posłów wybrano w okręgach jednomandatowych.
Listy krajowe wystawiło 15 ugrupowań, w tym jeden blok – Koalicja Socjaldemokratyczna Algirdasa Brazauskasa, obejmująca Litewską Demokratyczną Partię Pracy, Litewską Partię Socjaldemokratyczną, Związek Rosjan Litwy i Partię Nowej Demokracji. W okręgach jednomandatowych przedstawiciele tej koalicji startowali pod szyldami własnych partii.
Ojczyźniana Partia Ludowa, Nowocześni Chrześcijańscy Demokraci i kilka mniejszych formacji wystawiło kandydatów wyłącznie w okręgach jednomandatowych. Kandydaci Litewskiego Związku Więźniów Politycznych i Zesłańców, Litewskiej Partii Narodowo-Demokratycznej oraz Litewskiej Partii Demokratycznej startowali z tych komitetów w wyborach większościowych, natomiast w wyborach proporcjonalnych znaleźli się na listach odpowiednio Związku Ojczyzny, Związku Litewskich Narodowców i Młodej Litwy.
Frekwencja w I turze wyniosła 58,63% uprawnionych do głosowania.

## Wyniki

### Lista ogólnokrajowa
| Partia/koalicja | Partia/koalicja                             | Głosy     | %      | Mandaty |
| Nr              | Nazwa                                       | Głosy     | %      | Mandaty |
| --------------- | ------------------------------------------- | --------- | ------ | ------- |
| 9               | Litewska Demokratyczna Partia Pracy         | 457 294   | 31,08% | 28      |
| 9               | Litewska Partia Socjaldemokratyczna         | 457 294   | 31,08% | 28      |
| 9               | Związek Rosjan Litwy                        | 457 294   | 31,08% | 28      |
| 9               | Partia Nowej Demokracji                     | 457 294   | 31,08% | 28      |
| 7               | Nowy Związek (Socjalliberałowie)            | 288 895   | 19,64% | 18      |
| 8               | Litewski Związek Liberałów                  | 253 823   | 17,25% | 16      |
| 6               | Związek Ojczyzny                            | 126 850   | 8,62%  | 8       |
| 12              | Związek Chrześcijańskich Demokratów         | 61 583    | 4,19%  |         |
| 2               | Litewska Partia Chłopska                    | 60 040    | 4,08%  |         |
| 5               | Litewska Partia Chrześcijańskich Demokratów | 45 227    | 3,07%  |         |
| 3               | Litewski Związek Centrum                    | 42 030    | 2,86%  |         |
| 11              | Umiarkowany Związek Konserwatywny           | 29 615    | 2,01%  |         |
| 13              | Akcja Wyborcza Polaków na Litwie            | 28 641    | 1,95%  |         |
| 14              | Litewski Związek Ludowy                     | 21 583    | 1,47%  |         |
| 4               | Litewski Związek Wolności                   | 18 622    | 1,27%  |         |
| 15              | Młoda Litwa                                 | 16 941    | 1,15%  |         |
| 1               | Związek Litewskich Narodowców               | 12 884    | 0,88%  |         |
| 10              | Socjaldemokracja 2000                       | 7219      | 0,49%  |         |
| Razem           | Razem                                       | 1 471 247 | 100%   | 70      |

### Okręgi jednomandatowe
| Partia                                      | Mandaty |
| ------------------------------------------- | ------- |
| Litewski Związek Liberałów                  | 18      |
| Litewska Demokratyczna Partia Pracy         | 14      |
| Nowy Związek (Socjalliberałowie)            | 11      |
| Litewska Partia Socjaldemokratyczna         | 7       |
| Litewska Partia Chłopska                    | 4       |
| Akcja Wyborcza Polaków na Litwie            | 2       |
| Litewska Partia Chrześcijańskich Demokratów | 2       |
| Litewski Związek Centrum                    | 2       |
| Partia Nowej Demokracji                     | 2       |
| Litewski Związek Wolności                   | 1       |
| Młoda Litwa                                 | 1       |
| Nowocześni Chrześcijańscy Demokraci         | 1       |
| Umiarkowany Związek Konserwatywny           | 1       |
| Związek Chrześcijańskich Demokratów         | 1       |
| Związek Ojczyzny                            | 1       |
| niezależni                                  | 3       |
| Razem                                       | 71      |